# 贾格达尔普尔
贾格达尔普尔（Jagdalpur），是印度恰蒂斯加尔邦Bastar县的一个城镇。总人口73687（2001年）。

## 人口
该地2001年总人口73687人，其中男性37814人，女性35873人；0—6岁人口8614人，其中男4506人，女4108人；识字率73.80%，其中男性为79.43%，女性为67.87%。